# 香港西區扶輪社匡智晨輝學校
22°15′41″N 114°13′56″E / 22.261463°N 114.232137°E
香港西區扶輪社匡智晨輝學校（英語：Rotary Club of Hong Kong Island West Hong Chi Morninghope School）是香港的特殊學校，位於香港柴灣興華邨第2期第1號校舍。

## 歷史
1972年4月，由香港弱智人士服務協進會接收香港救助兒童會在柴灣的中度智障兒童訓練中心－「柴灣晨曦中心」創立，中心繼續為中度弱智兒童提供訓練服務。
1979年4月，柴灣晨曦中心轉由香港教育署接管，名稱由「柴灣晨曦中心」改為「柴灣晨曦學校」，正式提供教育機會予中度智障兒童。
1980年3月增設輕度智障班，校名由「柴灣晨曦學校」改為「柴灣晨輝學校」。
1981年1月承蒙香港西區扶輪社慷慨捐款，校名「柴灣晨輝學校」改為「香港西區扶輪社晨輝學校」。
1997年11月，為配合其辦學團體「香港弱智人士服務協進會」更名為「匡智會」，校名「香港西區扶輪社晨輝學校」（英語：The Rotary Club of Hong Kong Island West Morninghope School）改為「香港西區扶輪社匡智晨輝學校」（英語：Rotary Club of Hong Kong Island West Hong Chi Morninghope School）。

## 設施
此校設施齊備，除基本課室20間外還有多媒體學習中心、電腦室、視覺藝術室、音樂室、家政室、中央圖書館、學生活動中心、輔導室、資源教學室、言語治療室、禮堂、操場、小型遊樂場、多功能遊戲室、護理室、校園電視台及感統室等。

## 未來發展
政府於2014年曾擬將此校重置於東涌108區、毗鄰滿東邨的新校舍，預計2016年施工，2018年竣工；及後決定更改計劃，將校舍改作開辦全新特殊學校（即同系的匡智紹邦晨輝學校），代表此校遷址計劃暫告無期。

### 來源
1. 1 2  《香港弱智人士服務協進會 一九八一年至八二年度年報》 香港弱智人士服務協進會，第14－15頁（英文版）：本會服務單位一覽圖
2. ↑  .   [2014-06-16]. （原始内容存档于2014-06-20）. （页面存档备份，存于）

## 外部連結
- 香港西區扶輪社匡智晨輝學校官方網站 （页面存档备份，存于）
- 家庭與學校合作事宜委員會相關網站 - 香港西區扶輪社匡智晨輝學校 （页面存档备份，存于）